# Ailan
Het Ailan (ook Auran) was een dialect van het Kulon-Pazeh, een Austronesische taal die tot 2010 werd gesproken in Taiwan. Het dialect is in de loop van de 20e eeuw verdwenen.

## Classificatie
- Austronesische talen
  - Noordwest-Formosaanse talen
    - Kulon-Pazeh
      - Ailan